# Dobropole Gryfińskie
Dobropole Gryfińskie (deutsch Dobberphul) ist ein Dorf in der polnischen Woiwodschaft Westpommern und ein Ortsteil mit der Funktion eines Schulzenamtes in der Gmina (Landgemeinde) Stare Czarnowo (Neumark) im Powiat Gryfiński (Greifenhagen).

## Geographische Lage
Die Ortschaft liegt in Hinterpommern im Südosten des waldreichen Stettiner Landschaftsschutzparks Buchheide (poln. Puszcza Bukowa), etwa zwanzig Kilometer südöstlich von Stettin, sechs Kilometer westlich von Kołbacz (Kolbatz) und zehn Kilometer westlich des Madüsees (poln. Miedwie).

## Geschichte

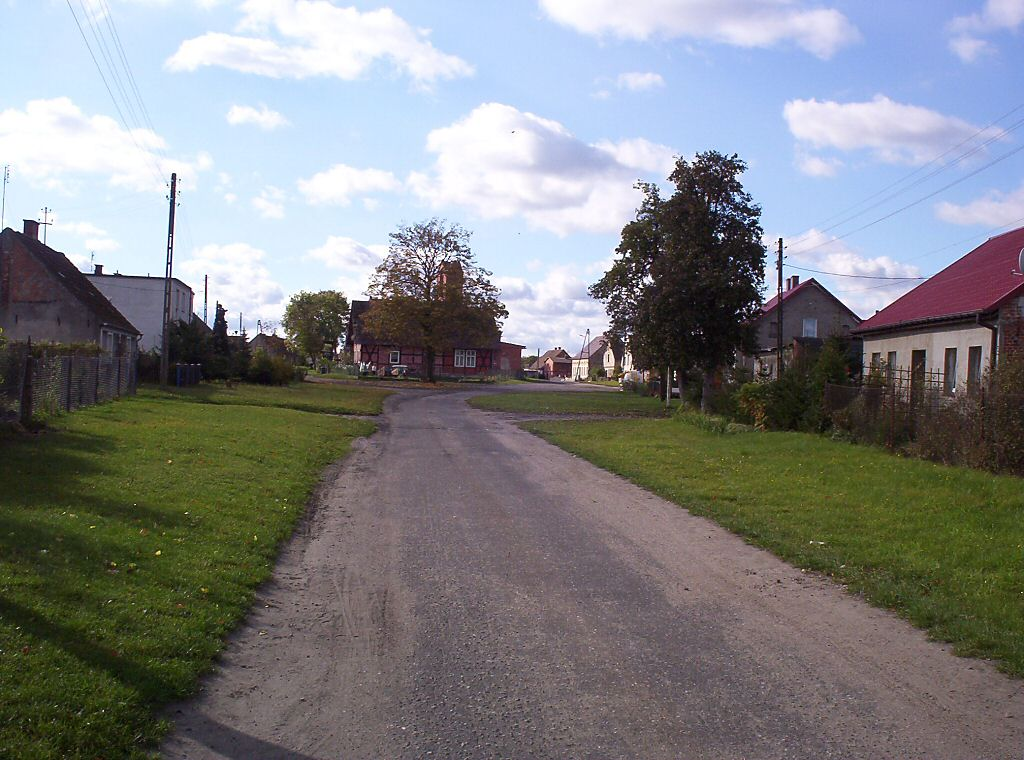
Dorfstraße (Aufnahme 2008)

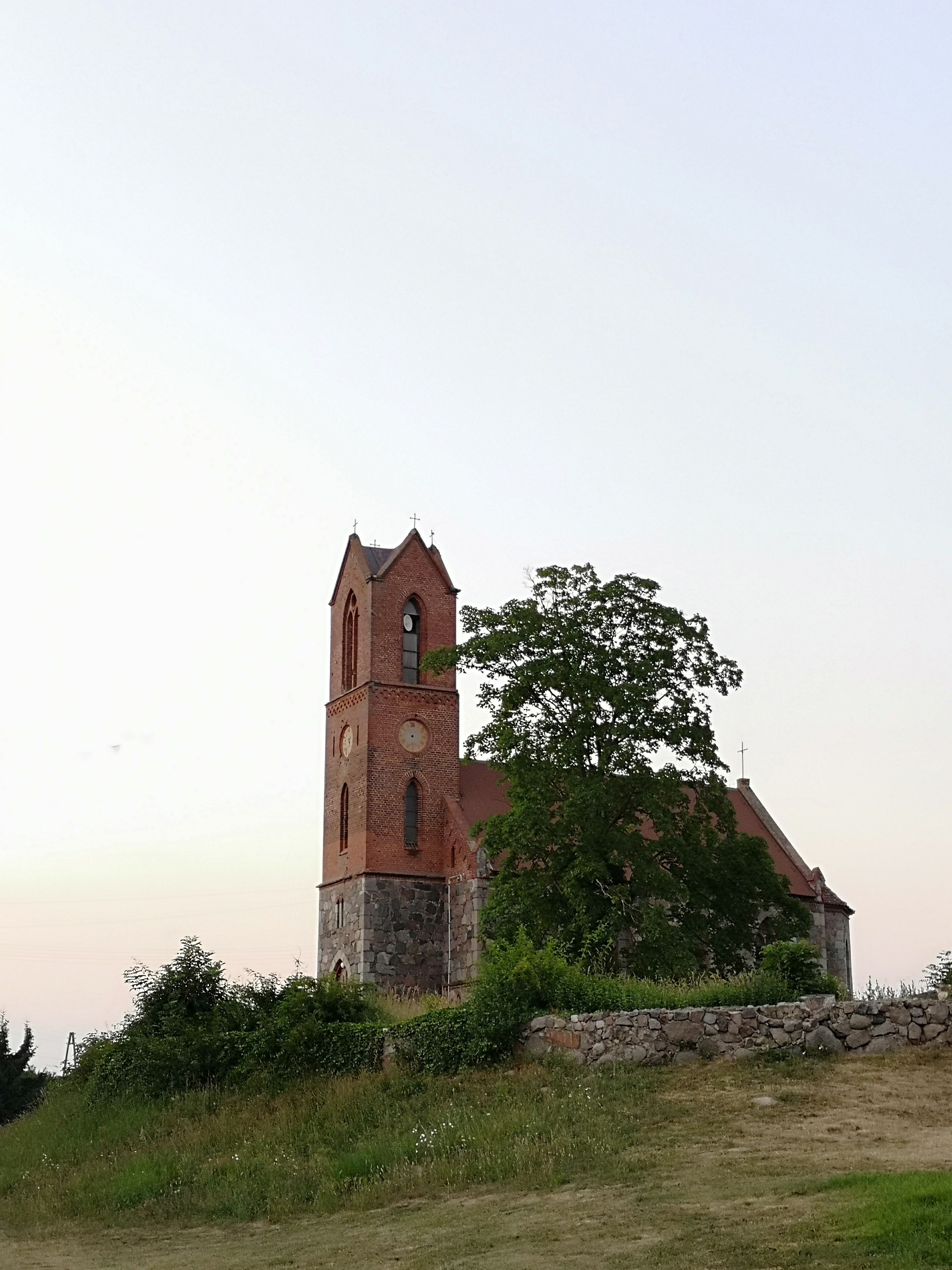
Dorfkirche, bis 1945 Gotteshaus der evangelischen Gemeinde Dobberphul (Aufnahme 2018)

Der Ortsname lautete früher Doberpole, was als ‚Gutfeld‘ oder ‚Schönfeld‘ gedeutet wird.  Dobberphul war als ein typisch pommersches Angerdorf angelegt. Schon vor 1255 war es an das Kloster Kolbatz gekommen und gehörte nach der Reformation zum Amt Kolbatz. 1786 gab es hier sieben Bauern, sechs Kossäten und zwei Büdner sowie eine Kirche und eine Schule. 1840 lebten hier 284 Einwohner, 1864 waren es schon 451. Das Gemeindegebiet war 1579 Morgen groß und hatte 51 Wohngebäude.
Im Jahre 1910 waren in Dobberphul 274 Menschen ansässig. Ihre Zahl betrug 1925 noch 227, 1933 wieder 264 und 1939 schon 267.
Bis 1945 gehörte die Gemeinde Dobberphul zum Landkreis Greifenhagen im Regierungsbezirk Stettin in der preußischen Provinz Pommern des Deutschen Reichs. Neben Dobberphul bestanden in der Gemeinde die Wohnplätze Forsthaus Buchenhain und Forsthaus Glien.  Die Ortschaft war seit 1874 dem Amtsbezirk Mühlenbeck zugeordnet.
Nach Ende des Zweiten Weltkrieges wurde Dobberphul zusammen mit Hinterpommern – militärische Sperrgebiete ausgenommen – seitens der sowjetischen Besatzungsmacht der Volksrepublik Polen zur Verwaltung unterstellt. Es begann anschließend  die Zuwanderung ansiedlungsbereiter Polen. Das Dorf wurde fortan unter der Bezeichnung „Dobropole“ verwaltet. In der Folgezeit wurde die einheimische Bevölkerung von der polnischen Administration aus dem Gebiet vertrieben.
Heute ist Dobropole Gryfińskie (in Unterscheidung zu Dobropole, das ebenfalls zum Powiat Gryfiński gehört)  ein Ortsteil der Landgemeinde Stare Czarnowo im Powiat Gryfiński in der polnischen Woiwodschaft Westpommern (1975–1998 Woiwodschaft Stettin). Die Ortsbezeichnung „Dobropole“ kommt in der Woiwodschaft Westpommern fünfmal vor.

## Kirche

### Kirchengebäude

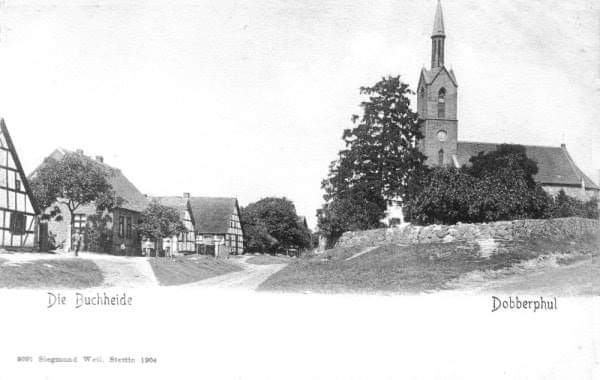
Ortsbild mit Kirche (um 1900)

Das heutige Gotteshaus wurde 1862/1863 erbaut, hatte jedoch eine wohl durch Brand zerstörte Vorgängerkirche. Das Kirchenschiff ist an den Ecken und Randbereichen aus bearbeiteten Granitsteinen erstellt worden. In der Fläche dazwischen wurden unbearbeitete Findlinge eingesetzt. Die Fensterlaibungen und die oberen Stockwerke des Turms wurden aus Backsteinen errichtet. Das evangelische Gotteshaus wurde nach 1945 zugunsten der katholischen Kirche enteignet, die es neu weihte und als Kościół pw. Podwyższenia Krzyża Świętego (Kreuzerhöhungskirche) nutzt.

### Kirchengemeinde
Vor 1945 war Dobberphul bei überwiegend evangelischer Bevölkerung eine eigene Kirchengemeinde, die als Filialkirche zum Pfarrsprengel Neumark (heute polnisch: Stare Czarnowo) gehörte. Sie lag im Bereich des Kirchenkreises Kolbatz (Kołbacz) im Westsprengel der Kirchenprovinz Pommern der Kirche der Altpreußischen Union. Zur Kirchengemeinde Dobberphul gehörten im Jahre 1940 270 Gemeindeglieder von 2060 im gesamten Kirchspiel. Der letzte deutsche Geistliche war Pfarrer Emil Priewe.
Heute ist die Einwohnerschaft von Dobropole Gryfińskie überwiegend katholischer Konfession. Das Dorf gehört – wie schon vor 1945 – als Filialkirche zur Pfarrgemeinde Stare Czarnowo (Neumark) im Dekanat Kołbacz (Kolbatz) im Erzbistum Stettin-Cammin der Katholischen Kirche in Polen. Hier lebende evangelische Kirchenglieder gehören zur Trinitatiskirche in Stettin in der Diözese Breslau der Evangelisch-Augsburgischen Kirche in Polen.

## Verkehr
Eine kleine Nebenstraße führt durch das Dorf und verbindet Stare Czarnowo (Neumark) und Glinna (Glien) an der Woiwodschaftsstraße 120 mit der Landesstraße 3 bei Stettin-Śmierdnica (Mühlenbeck).
Ein Bahnanschluss besteht nicht mehr, seit die vor 1945 noch von den Greifenhagener Bahnen betriebene Strecke Finkenwalde (heute: Stettin-Zdroje) nach Klein Schönfeld (Chwarstnica) nicht mehr existiert.